# Stazione di Wakamatsu-Kawada
La Stazione di Wakamatsu-Kawada (若松河田駅?, Wakamatsu-Kawada-eki) è una stazione della metropolitana di Tokyo, si trova nel quartiere di Shinjuku. La stazione è servita dalla linea Ōedo della Toei.

## Stazioni adiacenti
| «                | Servizio   | »                  |
| Linea Ōedo       | Linea Ōedo | Linea Ōedo         |
| ---------------- | ---------- | ------------------ |
| Higashi-Shinjuku | -          | Ushigome-yanagichō |